# Andreas Laskaratos

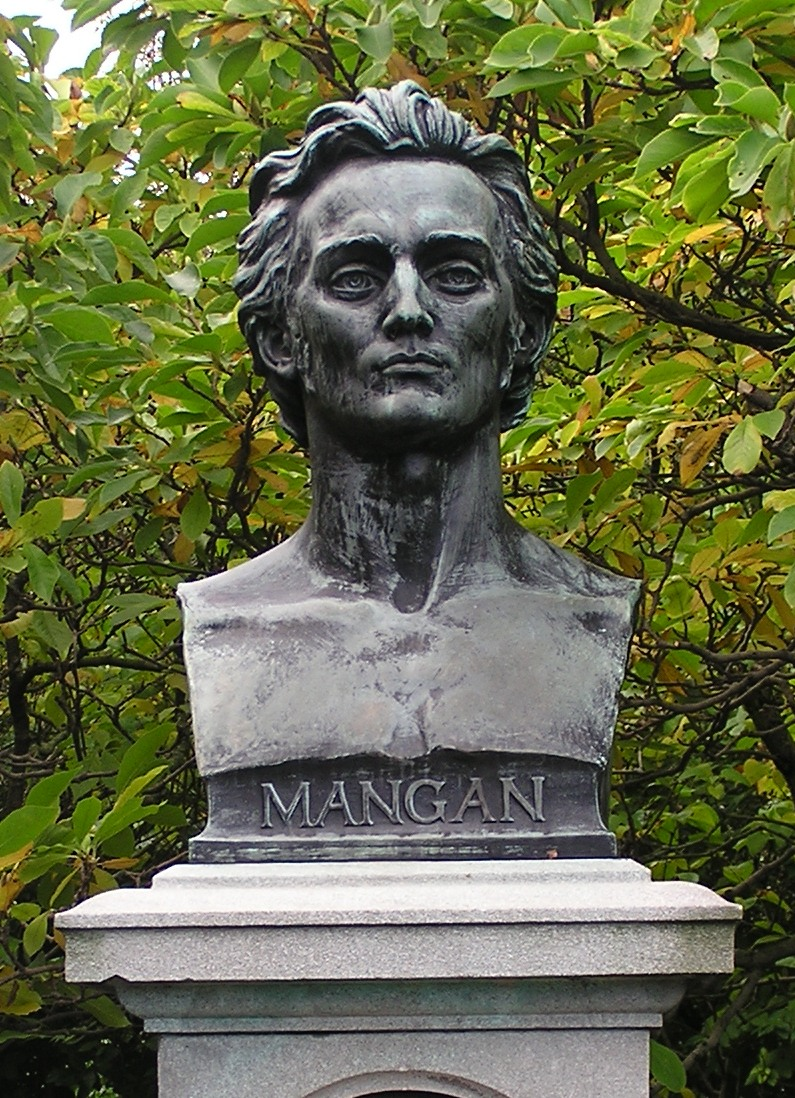
Busto memorial de Mangan em St. Stephen's Green, esculpido por Oliver Sheppard

James Clarence Mangan, nascido James Mangan (Séamus Ó Mangáin; 1 de maio de 1803 – 20 de junho de 1849), foi um poeta irlandês. Ele traduziu livremente obras do alemão, turco, persa, árabe e irlandês, com suas traduções de Goethe ganhando especial interesse. A partir de 1840, e com frequência crescente após o início da Grande Fome, escreveu poemas patrióticos, como Uma Visão de Connaught no Século XIII. Mangan era problemático, excêntrico e alcoólatra. Morreu precocemente de cólera, em meio às contínuas condições terríveis da Fome. Após sua morte, Mangan foi aclamado como o primeiro poeta nacional da Irlanda e admirado por escritores como James Joyce e William Butler Yeats.

## Primeiros anos
Mangan nasceu na Fishamble Street, Dublin, filho de James Mangan, um ex-professor de escola de cerca e nativo de Shanagolden, Condado de Limerick, e Catherine Smith de Kiltale, Condado de Meath. Depois de se casar com Smith, James Mangan assumiu um negócio de mercearia em Dublin, de propriedade da família Smith, acabando por falir como resultado.
Mangan descreveu seu pai como tendo "uma alma principesca, mas nenhuma prudência", e atribuiu a falência de sua família às especulações comerciais suspeitas do pai e à tendência de dar festas caras. Devido à má manutenção de registros, biografias inconsistentes e seus próprios relatos autobiográficos semi-ficcionais e sensacionalistas, os primeiros anos de Mangan são objeto de muita especulação. No entanto, apesar da imagem popular de Mangan como um poeta pobre e sofredor, há razões para acreditar que seus primeiros anos foram passados em relativo conforto de classe média.
Ele foi educado em uma escola jesuíta onde aprendeu latim, espanhol, francês e italiano. Frequentou três escolas antes dos quinze anos. Obrigado a encontrar um emprego para sustentar sua família, durante sete anos foi escriturário e por três anos ganhou salários escassos em um escritório de advocacia, e mais tarde foi funcionário do Levantamento Topográfico e assistente na biblioteca do Trinity College, Dublin.

## Carreira literária
Os primeiros versos de Mangan foram publicados em 1818. A partir de 1820, adotou o nome do meio Clarence. Em 1830, começou a produzir traduções – geralmente interpretações livres em vez de transliterações estritas – do alemão, idioma que aprendeu sozinho. De interesse são suas traduções de Goethe. A partir de 1834, suas contribuições começaram a aparecer na Dublin University Magazine. Em 1840, começou a produzir traduções da poesia turca, poesia persa, poesia árabe e poesia irlandesa. Ele também era conhecido por fraudes literárias; algumas de suas "traduções" são, na verdade, obras próprias, como Vinte Anos Dourados Atrás, atribuída a um certo Selber. Sua conexão com a Dublin University Magazine foi encerrada porque seus hábitos o tornaram incapaz de aplicação regular.
Foi amigo dos jornalistas patriotas Thomas Davis e John Mitchel, que escreveria sua biografia. Seus poemas foram publicados no jornal deles, The Nation. Mangan recebeu por um tempo um salário fixo, mas, como em ocasiões anteriores, essas relações foram rompidas, embora ele continuasse a enviar versos para "The Nation" mesmo depois de ter lançado sua sorte com Mitchel, que em 1848 começou a publicar The United Irishman.
Embora sua poesia inicial fosse frequentemente apolítica, após a Fome, ele começou a escrever poemas patrióticos, incluindo obras influentes como Dark Rosaleen, uma tradução de Róisín Dubh e Uma Visão de Connaught no Século XIII.
Seus poemas mais conhecidos incluem Dark Rosaleen, Sibéria, Sem Nome, Uma Visão de Connaught no Século XIII, Os Funerais, Para as Ruínas do Castelo de Donegal, Perspectivas Agradáveis para os Devoradores de Terra e Mulher das Três Vacas. Ele escreveu uma breve autobiografia, por conselho de seu amigo Charles Patrick Meehan, que termina no meio de uma frase. Isso deve ter sido escrito nos últimos meses de sua vida, já que ele menciona seu poema narrativo do italiano Gasparo Bandollo, que foi publicado na Dublin University Magazine em maio de 1849.
Mangan era um homem solitário e frequentemente difícil que sofria de alterações de humor, depressão e medos irracionais, e se tornou um grande bebedor e usuário de ópio. Existem muitas descrições de sua aparência pessoal nessa época, todas elas destacando sua figura magra, sua capa azul apertada, seu chapéu de bruxa e seu guarda-chuva inevitável. Foi descrito pelo artista William Frederick Wakeman como frequentemente usando "um enorme par de óculos verdes", camisas acolchoadas para esconder sua figura desnutrida e um chapéu que "se assemelhava àqueles que bruxas montadas em vassouras geralmente são representadas". Em 1849, enfraquecido pela pobreza, alcoolismo e desnutrição, sucumbiu à cólera com apenas 46 anos. Foi sepultado no Cemitério de Glasnevin.

## Estilo
A poesia de Mangan se encaixa em uma variedade de tradições literárias. Mais obviamente, e frequentemente, seu trabalho é lido ao lado de autores políticos nacionalistas como John Mitchel, como apareceram nos jornais The Nation, The Vindicator e United Irishman; ou como uma manifestação do Renascimento Cultural irlandês do século XIX. É difícil não reconhecer as dívidas de Mangan com tradutores e coletores de poesia irlandesa tradicional como Samuel Ferguson e James Hardiman; muitos dos poemas de Mangan, por exemplo Dark Roseleen, parecem ser adaptações de traduções anteriores em vez de traduções originais.
Mangan também é frequentemente lido como um poeta Romântico. Em particular, ele é comparado a Samuel Taylor Coleridge e Thomas De Quincey, em grande parte graças aos rumores de vício em ópio e tendência a colocar sua escrita dentro do quadro de uma visão ou sonho.
Mais recentemente, os críticos começaram a ler o trabalho de Mangan como um precursor da escrita experimental modernista e pós-modernista. Suas brincadeiras literárias e traduções falsas (que ele chamou de "plágio reverso") foram vistas como precursoras das obras de Flann O'Brien.

## Recepção e legado
Durante sua vida e imediatamente depois, o legado de Mangan foi apropriado pelo nacionalismo irlandês, principalmente graças à biografia de Mangan por John Mitchel, que enfatizou que Mangan era "um rebelde com todo o seu coração e alma contra todo o espírito britânico". Naturalmente, isso ajudou a impulsionar o legado de Mangan como o primeiro poeta nacional da Irlanda e a levar escritores irlandeses posteriores a olhar para seu trabalho.
James Joyce escreveu dois ensaios sobre Mangan, o primeiro em 1902 e o segundo em 1907, e também usou seu nome em suas obras, por exemplo em Araby em Dublinenses. Joyce escreveu que na poesia de Mangan "imagens entrelaçam [seus] lenços suaves e luminosos e palavras soam como malha brilhante, e se a canção é da Irlanda ou de Istambul tem o mesmo refrão, uma oração para que a paz possa voltar àquela que perdeu a paz, a pérola branca como a lua de sua alma". Joyce também descreveu Mangan como "um protótipo para uma nação em potencial", mas enfatizou que ele era, em última análise, uma "figura fraca" que não cumpriu tal promessa.
WB Yeats considerou Mangan um dos melhores poetas irlandeses, junto com Thomas Davis e Samuel Ferguson, escrevendo "À alma de Clarence Mangan estava amarrada a fita ardente do Gênio".
Entre os escritores irlandeses contemporâneos que ele influenciou estão Thomas Kinsella; Michael Smith; James McCabe, que escreveu uma continuação sensacionalmente descoberta da autobiografia de Mangan que apareceu na revista dublinense Metre em 2001, mas posteriormente foi revelada – em um engano ao estilo de Mangan – como sendo escrita por McCabe e não por Mangan; e David Wheatley, autor de uma sequência de sonetos sobre Mangan. Ele também é citado pelo compositor Shane MacGowan como uma inspiração tanto para seu trabalho quanto para seu estilo de vida. A canção de McGowan "The Snake with Eyes of Garnet" apresenta Mangan como personagem:
Na noite passada enquanto eu sonhava

Meu caminho através do mar

James Mangan me trouxe conforto

Com láudano e poitín...
Um romance de 1979 do romancista norte-irlandês/canadense Brian Moore, The Mangan Inheritance, conta a história do jovem americano (fictício) James Mangan viajando para a Irlanda para descobrir se ele é descendente do poeta.
Embora Mangan ainda não seja considerado com a mesma estima pelos críticos como Joyce ou Yeats, críticas literárias mais recentes começaram a considerar seriamente seu trabalho. Em grande parte, isso pode ser atribuído à publicação de Nationalism and Minor Literature: James Clarence Mangan and the Emergence of Irish Cultural Nationalism de David Lloyd em 1987. O trabalho de Lloyd foi o primeiro a tentar seriamente separar Mangan, o homem, do poeta nacionalista promovido por John Mitchel.
Papéis privados de Mangan são mantidos na Biblioteca Nacional da Irlanda, na Royal Irish Academy e nos arquivos do Trinity College, Dublin.